# Ibatiba

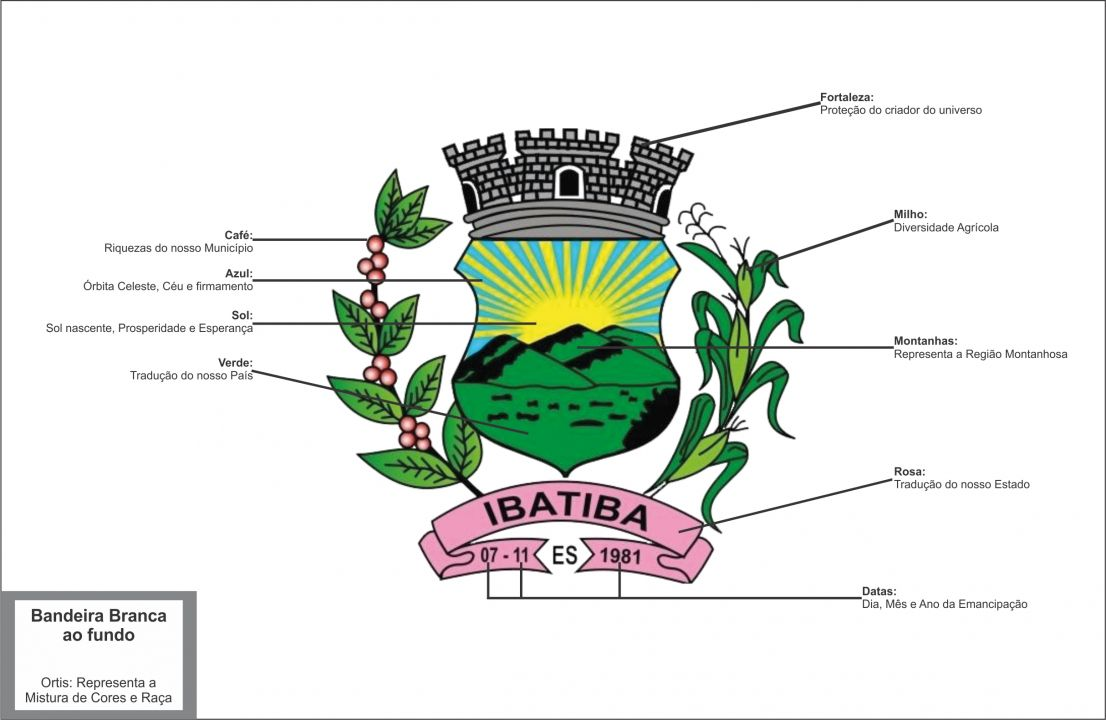
Brasão de Ibatiba

Ibatiba é um município brasileiro do estado do Espírito Santo situado na mesorregião Sul Espírito-Santense. Foi fundado em 7 de novembro de 1981 e localiza-se a 160 quilômetros da capital do estado, Vitória. Sua população estimada em 2019 foi de 26.082 habitantes e uma área de 240,278 km². Sua principal atividade econômica é a agricultura, representada pelo cultivo do café, iniciado ainda no século XIX.

## Toponímia
Ibatiba, segundo Gonçalves Dias, é vocábulo tupi que significa pomar. De  ybá: árvore, porém com mais propriedade fruta; e tyba: sítio onde há muita abundância de alguma coisa.

## História
A história de Ibatiba começa na segunda metade do século XIX, quando agricultores mineiros e cariocas migraram para a região do Rio Pardo e lá se estabeleceram com suas famílias e também alguns escravos. Surgiram assim, as primeiras propriedades rurais da região. No final do século XIX uma doação de terras feitas pelo Sr. Manoel da Silveira à Igreja Nossa Senhora do Rosário, deu origem ao povoado que passou a se chamar Vila do Rosário pertencendo ao município de Rio Pardo, hoje Iúna. Aos primeiros colonizadores seguiram imigrantes provenientes do Líbano, que se estabeleceram por volta de 1908. A vila foi promovida à categoria de distrito em 1918.

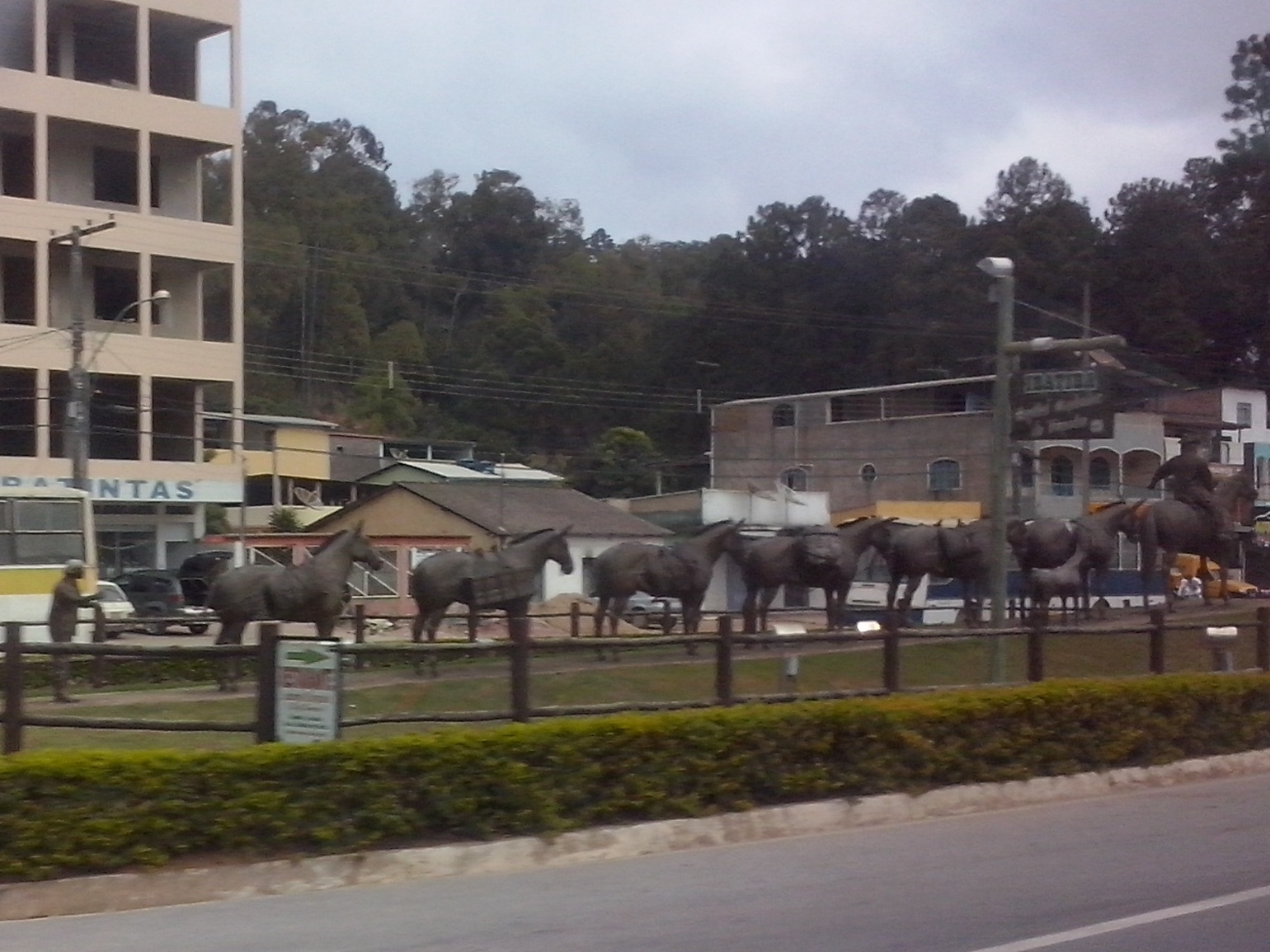
Monumento ao Tropeiro

Em 1944, por determinação do IBGE, a Vila do Rosário passou a se chamar Vila de Ibatiba. O nome “Ibatiba” é um vocábulo da língua tupi que segundo algumas versões significa fruta-doce, mas outras versões sugerem que o significado real é pomar.
No fim da década de 1940 chegou a notícia de que uma nova rodovia federal seria construída e cortaria a região, passando por Ibatiba, mas somente na década de 1950 foram feitas as primeiras demarcações da nova rodovia e mais tarde em 1963 foram iniciadas as obras de construção.
Com a inauguração da BR-262 em 1969, o Distrito de Ibatiba passou a ter mais acesso a comercialização de produtos variados e a receber maior número de migrantes. Tal fato fez com que o distrito se desenvolvesse rapidamente em poucos anos, o que despertou o desejo de emancipação política e administrativa de seus moradores.
Com a criação de um movimento pró-emancipação na década de 1970, a população de Ibatiba conseguiu a emancipação em 7 de novembro de 1981, garantida pela Lei nº 3.430, que criou o município de Ibatiba, desmembrado do de Iúna. Sua instalação se deu em 31 de janeiro de 1983.

## Turismo

### Pontos turísticos
- Horto Florestal Municipal: Esta reserva ambiental que em 1992 foi apresentada ao mundo como a segunda maior floresta urbana heterogênica do país (a maior floresta destes moldes é a Floresta da Tijuca no Rio de Janeiro), sendo exibida em um documentário no encontro ambiental Rio-92. Segundo Dr. Renato Moreira de Jesus (Floresta Rio-Doce) para a Revista Guia Estradas 2004.

Sua origem se deu pelos problemas que ocorriam na área, já que está localizada na faixa batizada pelo geógrafo Aziz N.Ab´Saber de Mares de Morros, por seu relevo, clima e vegetação característicos, apresentava erosões profundas, perda de fertilidade dos solos, habitações irregulares entre outros problemas. Daí as encostas dos morros nos bairros Floresta, Brasil Novo e Novo Horizonte, receberam os primeiros plantios.
A decisão da implantação se deu entre a prefeitura municipal com o prefeito Sr. Soniter Miranda Saraiva e com o escritório local da EMATER-ES (atual Encaper), com a supervisão técnica dos senhores José Clério Morati Dalmonech técnico agrícola e Moisés Salomão de Faria Engenheiro Agrônomo. Como parceiros da implantação, contavam também com a Brigada Ecológica de Ibatiba, sob comando do cabo Almir Pellanda e o enfermeiro Wanderlei Salustiano. Não consta a presença da secretária de meio ambiente do município, já que este só veio a ser criado em administrações posteriores.
Com uma área total de 27 (vinte e sete) alqueires. Foram feitas pesquisas sobre de onde se poderiam encontrar mudas suficientes para reflorestar. Para a obtenção de mudas, a prefeitura firmou parcerias com a Aracruz Florestal, Fazenda Pindobas (Camilo Cola), ITCF (Instituto de Terras, Cartografia e Florestas - ES) e Floresta Rio Doce, que doaram mudas para o projeto da prefeitura municipal. 110.000 mudas entre nativas e exóticas
Atualmente o Horto Florestal se encontra em processo parcial de abandono, parcial, pois quase não se fez nada para seu desenvolvimento ou preservação. Mesmo com alguns replantios nos últimos anos, o Horto está sendo devastado e esquecido. E infelizmente se tornou um local perigoso para se frequentar.
- Pedra da Tia Barbara: Localizado na cabeceira do Córrego dos Perdidos, cerca de 9 KM da sede municipal, a pedra da tia bárbara é marcada pela beleza de sua formação rochosa bem como a vista privilegiada que se tem no topo. Além disso, o local é utilizado nas manifestações religiosas local.
- Monumento aos Tropeiros: localizado às margens da BR 262, o monumento aos tropeiros faz menção aos trabalhadores atuantes no transporte e escoamento da produção cafeeira da região.
- Museu do Tropeiro: Sediado em um casarão de arquitetura antiga e visa preservar as tradições tropeiras e a cultura local.

## Política

### Prefeitos
- 1981-1988: José Alcure de Oliveira
- 1989-1992: Soniter Miranda Saraiva
- 1993-1996: José Alcure de Oliveira
- 1997-2000: Leondines Alves Moreno
- 2001-2004: Soniter Miranda Saraiva
- 2005-2008: José Alcure de Oliveira
- 2009-2012: Lindon Johnson Arruda Pereira
- 2013-2016: José Alcure de Oliveira
- 2017-2020: Luciano Miranda Salgado
- 2021 - 2024: Luciano Miranda Salgado (atual)

## Geografia
Ibatiba se situa próximo às cidades de Lajinha, Mutum, Irupi, Iúna, Brejetuba e Muniz Freire
A maior parte da cidade é constituída pela presença de áreas Rurais. Possuí vários agricultures e Pecuaristas donos de fazendas que casualmente vendem produtos na zona urbana, o centro populacional de Ibatiba.
Escolas - IFES campus Ibatiba
Atualmente a cidade de Ibatiba conta com o segundo IFES (Instituto Federal de educação, ciência e tecnologia do Espírito Santo) da região. O Ifes Campus Ibatiba foi inaugurado no segundo semestre de 2010. Os curso escolhidos em audiência pública foram os cursos técnicos de Meio Ambiente e Guia de Turismo. No ano de 2011 começou a funcionar os cursos técnicos integrados ao Ensino médio. E em 2013 um novo curso foi posto a disposição dos aluno: Floresta. Em 2017 Ingressou a primeira turma de Engenharia Ambiental e atualmente o campus também oferece uma Pós Graduação Lato senso em Educação Ambiental e Sustentabilidade.